# شو دونغ
شو دونغ (بالصينية: 许东) (17 فبراير 1991 بداليان في الصين - ) هو لاعب كرة قدم صيني في مركز الدفاع. لعب مع Beijing Sport University F.C. ‏.

## وصلات خارجية
- شو دونغ على موقع قاعدة بيانات كرة القدم.إي يو (الإنجليزية)
- شو دونغ على موقع Soccerway.com (الإنجليزية)